# Les Trois-Saints
Les Trois-Saints ist eine französische Gemeinde mit 1367 Einwohnern (Stand 1. Januar 2022) im Département Corrèze in der Region Nouvelle-Aquitaine. Die Gemeinde gehört zum Arrondissement Tulle und ist Mitglied des Gemeindeverbandes Communauté de communes du Pays d’Uzerche.
Sie entstand mit Wirkung vom 1. Januar 2025 als Commune nouvelle durch Zusammenlegung der bis dahin selbstständigen Gemeinden Saint-Ybard, Saint-Martin-Sepert und Saint-Pardoux-Corbier, die fortan den Status als Communes déléguées besitzen. Der Verwaltungssitz befindet sich in Saint-Ybard.

## Gemeindegliederung
| Commune déléguée              | Ehemaliger INSEE-Code | PLZ   | Fläche (km²) | Einwohnerzahl (2022) |
| ----------------------------- | --------------------- | ----- | ------------ | -------------------- |
| Saint-Ybard (Verwaltungssitz) | 19248                 | 19140 | 30,05        | 717                  |
| Saint-Martin-Sepert           | 19223                 | 19210 | 15,71        | 267                  |
| Saint-Pardoux-Corbier         | 19230                 | 19210 | 17,44        | 383                  |

## Geografie
Les Trois-Saints liegt am Rande des Zentralmassivs, etwa 28 Kilometer nordwestlich von Tulle und etwa 32 Kilometer nördlich von Brive-la-Gaillarde in der historischen Provinz des Limousin. Das Gebiet der Gemeinde wird entwässert von den Oberläufen der Vézère und Auvézère, der Bradascou, der Loyre, die auf dem Gemeindegebiet entspringt, dem Ruisseau de Baby, dem Ruisseau de la Brune, dem Ruisseau de Chastre, dem Ruisseau d’Habriat, dem Ruisseau de l’Échaudée, dem Ruisseau de Champtioux, dem Ruisseau du Gavassou und zahlreichen kleineren Fließgewässern. Das Zentrum von Les Trois-Saints liegt auf einer Höhe von etwa 400 m. Das Bodenrelief ist hügelig mit durch die Flüsse eingeschnittenen Tälern. Die maximale Höhe wird nordwestlich des Zentrums an einer Erhebung mit 497 m gemessen, die minimale mit 270 m im Süden beim Austritt der Vézère aus dem Gemeindegebiet.
Teile des Gebiets von Les Trois-Saints gehören zum Natura-2000-Schutzgebiet „Vallée de la Vézère d’Uzerche à la limite départementale 19/24“ (FR7401111) und von zwei ZNIEFF-Naturzonen.
Nachbargemeinden von Les Trois-Saints sind Benayes und Salon-la-Tour im Norden, Condat-sur-Ganaveix im Nordosten, Uzerche im Osten, Vigeois im Süden Troche im Südwesten sowie Lubersac im Westen.

## Sehenswürdigkeiten
| Name                            | Ort                   | Bemerkungen             | Bild |
| ------------------------------- | --------------------- | ----------------------- | ---- |
| Kirche Saint-Cybard d’Angoulême | Saint-Ybard           | 12. und 13. Jahrhundert |      |
| Kapelle Saint-Roch              | Saint-Ybard           |                         |      |
| Ruinen des Schloss Garaboeuf    | Saint-Ybard           |                         |      |
| Kirche Saint-Martin             | Saint-Martin-Sepert   | 9. oder 10. Jahrhundert |      |
| Schloss                         | Saint-Martin-Sepert   | 18. Jahrhundert         |      |
| Kirche Saint-Pardoux            | Saint-Pardoux-Corbier |                         |      |

## Bildung
Die Gemeinde verfügt über
- eine öffentliche Vor- und Grundschule (École primaire) in Saint-Ybard,
- eine öffentliche Grundschule (École élémentaire) in Saint-Martin-Sepert und

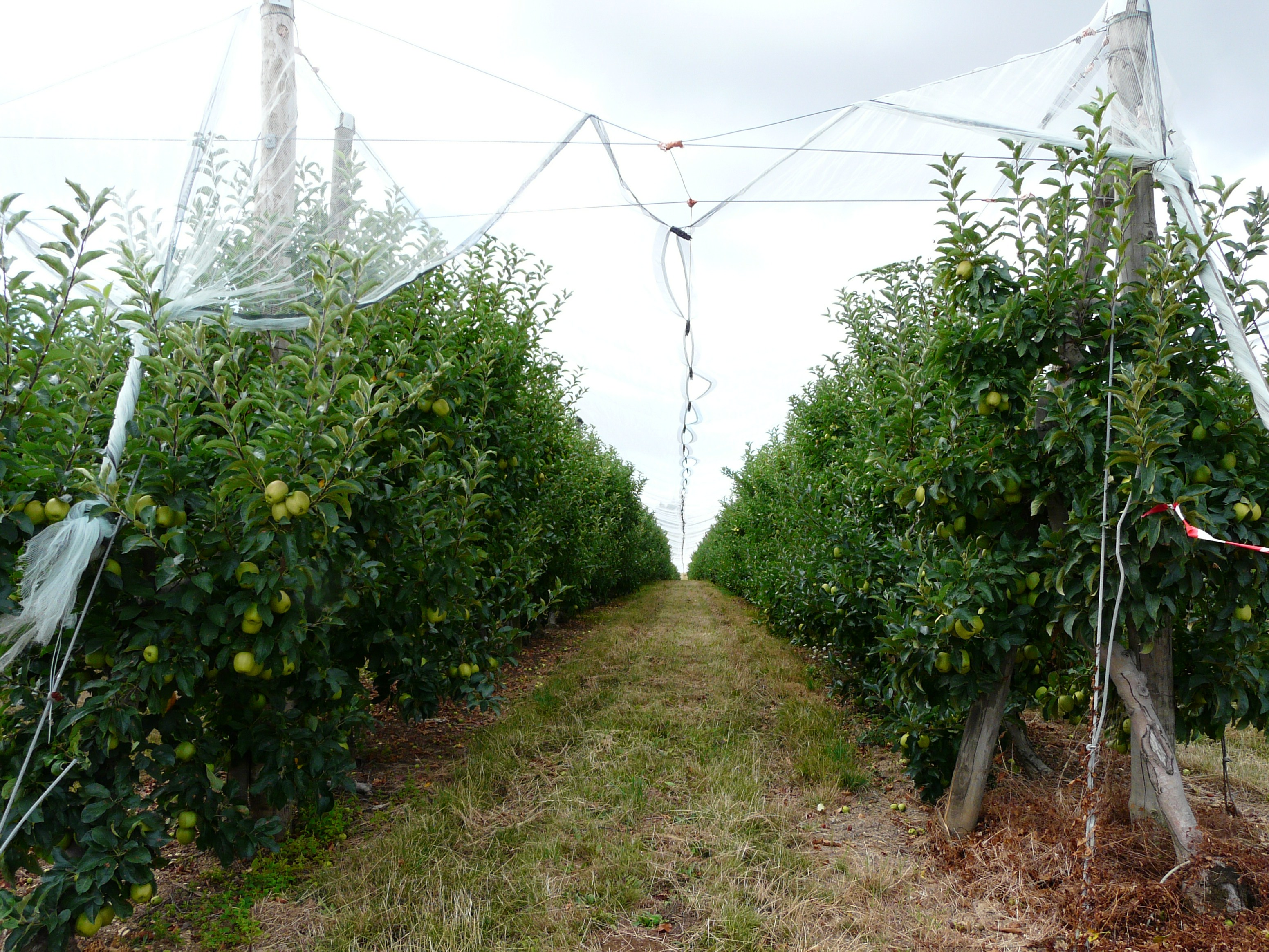
Bäume mit Äpfel des Limousin

- eine öffentliche Grundschule in Saint-Pardoux-Corbier.[3]

## Wirtschaft
Die Orte von Les Trois-Saints lebten jahrhundertelang von der landwirtschaftlichen Selbstversorgung; größere Städte und damit Märkte waren zu weit entfernt. Im 17. und 18. Jahrhundert entstanden entlang der Vézère kleinere Metallschmelzen und Papiermühlen. Heutzutage spielt der Tourismus in Form der Vermietung von Ferienwohnungen (gîtes) eine nicht unbedeutende Rolle für die Einnahmen der Gemeinde.
Les Trois-Saints liegt in der Zone AOC des Apfels des Limousin aus der Sorte des Golden Delicious. Er zeichnet sich aus durch eine leicht längliche Form mit gut ausgeprägtem Auge und Augenhöhle, ein Mindestkaliber von 65 mm, weißes und festes Fruchtfleisch, eine knackige, saftige und nicht mehlige Konsistenz und ein ausgewogener Zucker-Säure-Geschmack.

## Verkehr
Les Trois-Saints ist verkehrstechnisch gut angebunden. Die Autoroute A 20, genannt „L’Occitane“, von Vierzon nach Montbartier nahe Montauban, durchquert das Gemeindegebiet von Nord nach Süd mit der Anschlussstelle 44 kurz hinter der der Grenze zur nördlichen Nachbargemeinde Salon-la-Tour.
Die Departementsstraße D 902, die ehemalige Route nationale 702 zwischen  Lubersac und einer Kreuzung mit der ehemaligen Route nationale 20 nördlich von Uzerche, durchquert das Gemeindegebiet. Nachgeordnete Departementsstraßen und lokale Landstraßen verbinden die Orte der Gemeinde miteinander und mit anderen Nachbargemeinden.